# Municipio de Westbrook (Carolina del Norte)
El municipio de Westbrook (en inglés: Westbrook Township) es un municipio ubicado en el  condado de Sampson en el estado estadounidense de Carolina del Norte. En el año 2010 tenía una población de 1.812 habitantes.

## Geografía
El municipio de Westbrook se encuentra ubicado en las coordenadas 35°12′56″N 78°25′56.92″O / 35.21556, -78.4324778.